# Spike in My Veins
«Spike in My Veins» es una canción de la banda estadounidense de nu metal Korn. Fue lanzado el 6 de febrero de 2014 como el segundo sencillo de su undécimo álbum de estudio The Paradigm Shift, editado en octubre de 2013.

## Antecedentes y composición
La canción fue escrita originalmente como una colaboración con Noisia, para el apodo solista del cantante Jonathan Davis, JDevil.
Con respecto a la canción y el video, Jonathan Davis dice: "Todos estamos tan atrapados viendo medios locos en Internet y televisión que somos manipulados para ignorar que nuestra privacidad casi ha desaparecido".

## Video musical
El video musical se enfoca principalmente en la manipulación de los medios y cómo el gobierno distrae a los ciudadanos del espionaje de la ASN, así como al presidente de los Estados Unidos que les quita libertades lentamente. El video musical incluye varios arrebatos de celebridades de 2013, incluida la actuación del MTV Video Music Award de Miley Cyrus, la entrevista "I don't smoke crack" (no fumo crack) del alcalde de Toronto Rob Ford, el ataque de Kanye West a los paparazzi y otros. El video musical fue dirigido por David Dinetz.

## Lista de canciones
Descarga digital
1. "Spike in My Veins" (versión álbum) - 4:24

Sencillo físico
1. "Spike in My Veins" (versión álbum) - 4:24
2. "Spike in My Veins" (Instrumental) - 4:24

## Posicionamiento en listas
| Lista (2014)                     | Mejor posición |
| -------------------------------- | -------------- |
| Estados Unidos (Mainstream Rock) | 5              |

## Personal
Créditos adaptados a partir de las notas del sencillo.
- Voces: Jonathan Davis
- Guitarras: Brian "Head" Welch, James "Munky" Shaffer
- Bajo: Reginald "Fieldy" Arvizu
- Batería: Ray Luzier
- Producción: Don Gilmore